# Vosgienne
Vosgienne, německy vogesen, česky též vogézský skot, je původní krajové plemeno skotu z alsaského pohoří Vogézy. V oblasti jsou krávy tohoto plemene přes léto drženy na horských pastvinách a z jejich mléka se vyrábí sýr munster. Malý počet kusů se chová i v České republice a to jako masný skot.

## Historie
Vosgienne je původní místní plemeno, které je ve Vogézách chováno nejméně od začátku 19. století. Skot podobného zbarvení se do oblasti dostal ze Švédska už po třicetileté válce, koncem 19. století došlo k přikřížení podobného lotrinského skotu. Největší rozkvět plemeno zažilo na začátku století dvacátého, v roce 1914 bylo evidováno 125 tisíc kusů krav. Plemenná kniha byla založena v roce 1928.
Počet zvířat však po první světové válce začal klesat a v roce 1947 ztratil vogézský skot status uznaného plemene. V 70. letech 20. století poklesl počet zvířat až k hranici tří tisíc kusů, k oživení krve bylo použito sperma norského plemene télémark. Plemeno bylo zachráněno díky práci nadšených chovatelů, kteří v roce 1977 přesvědčili francouzské ministerstvo zemědělství k podpoře plánu na jeho záchranu. Od té doby počty kusů opět stouply, v roce 2010 již existovalo více než 10 tisíc zvířat.

## Charakteristika
Vogézský skot je plemeno středního tělesného rámce, hmotnost krav je v průměru asi 600 kg. Zvířata jsou rohatá, rohy jsou krátké, srpovitě zakřivené směrem vzhůru, tmavě pigmentované. Srst Základní zbarvení je černé, přes hřbet se táhne bílý pruh, břicho a spodní strana hrudi jsou též bílé, stejně jako ocas a konce končetin od zápěstních a hlezenních kloubů. Přechody mezi černou a bílou barvou nejsou ostré, ale stříkané. Hlava je bílá, strakatá šedivě prokvetlá, okolí očí a uši bývají tmavé, mulec a jeho okolí a paznehty jsou černé.
Je to skot pevné konstituce, nenáročný, dlouhověký a odolný proti nemocem. Výborně zhodnocuje objemné krmivo a je vhodný i pro spásání méně kvalitních pastvin. Za pastvou ujde i dlouhé vzdálenosti a to i v horském terénu. Je plodný, mezidobí se pohybuje kolem 390 dnů, porody jsou snadné.
V kontrole užitkovosti je zařazena jen menšina krav. Průměrná délka laktace je 287 dní, za tu dobu krávy průměrně nadojí 4033 kg mléka s obsahem 3,75 % tuku a 3,33 % bílkovin. Mléko se používá především k výrobě sýru, který se v Alsasku nazývá Munster a v sousedním Lotrinsku Géromé. Maso tohoto skotu je chutné a jemně vláknité.

## Fotogalerie

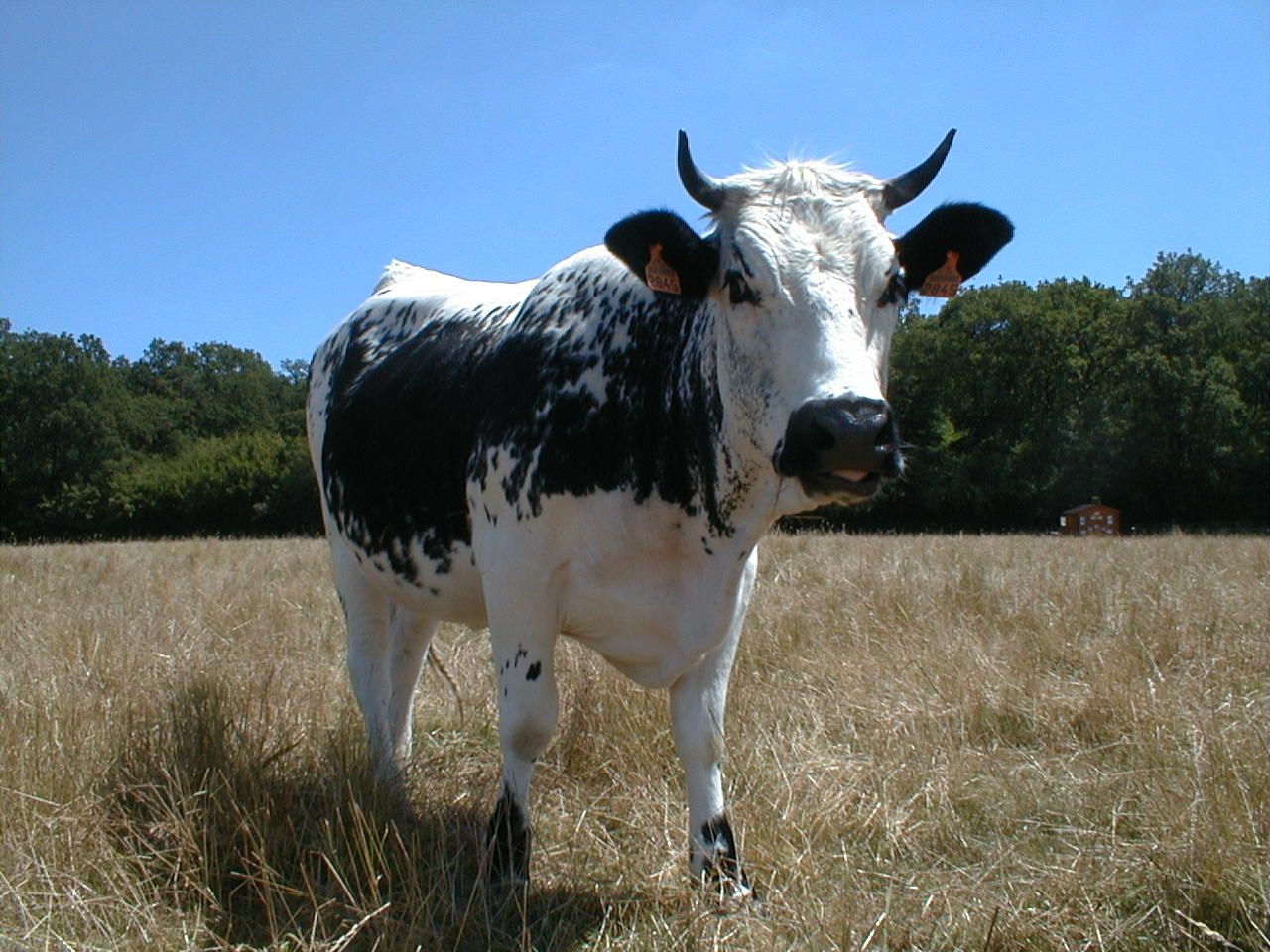
Kráva plemene vosgienne
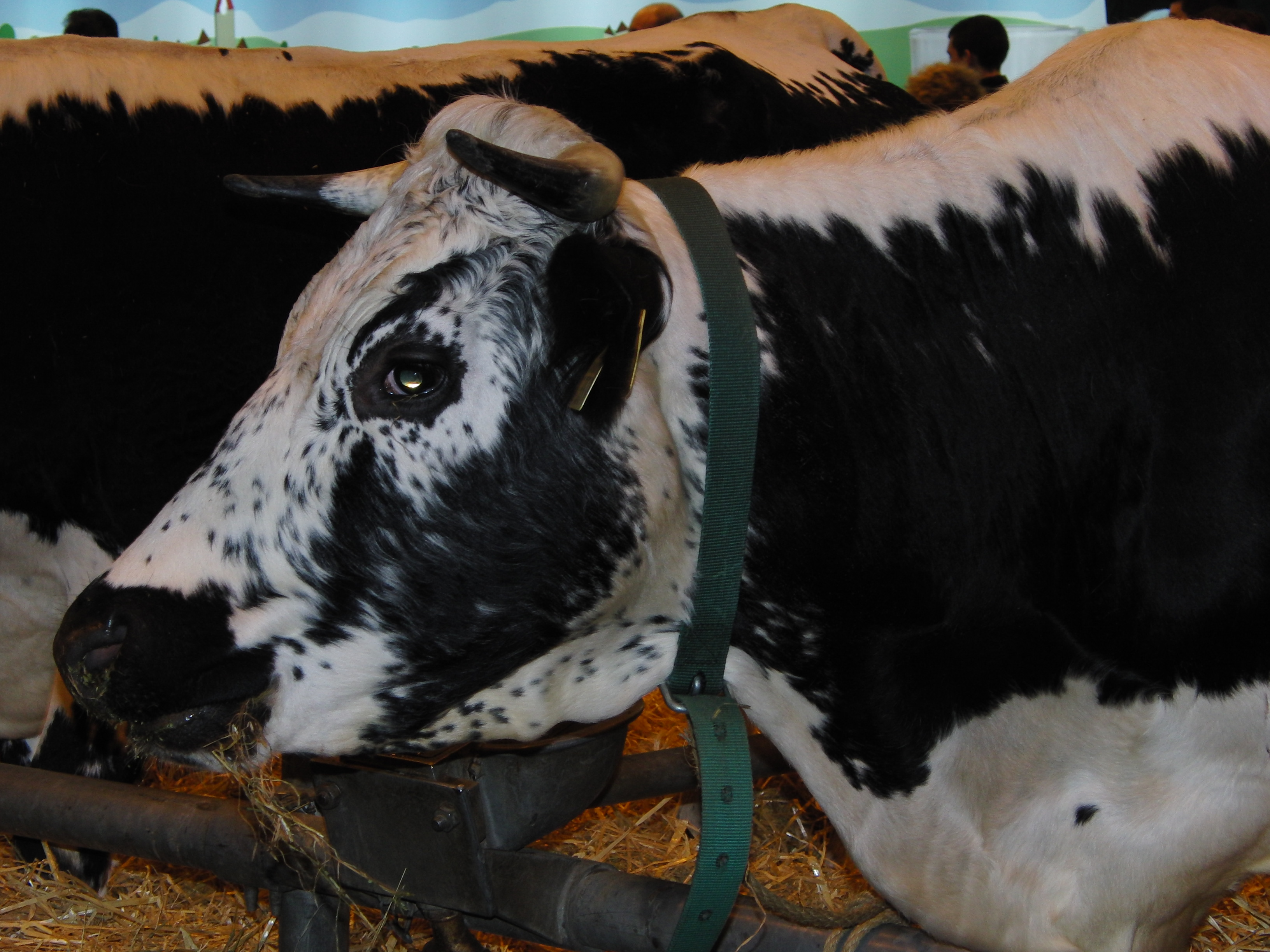
Detail hlavy
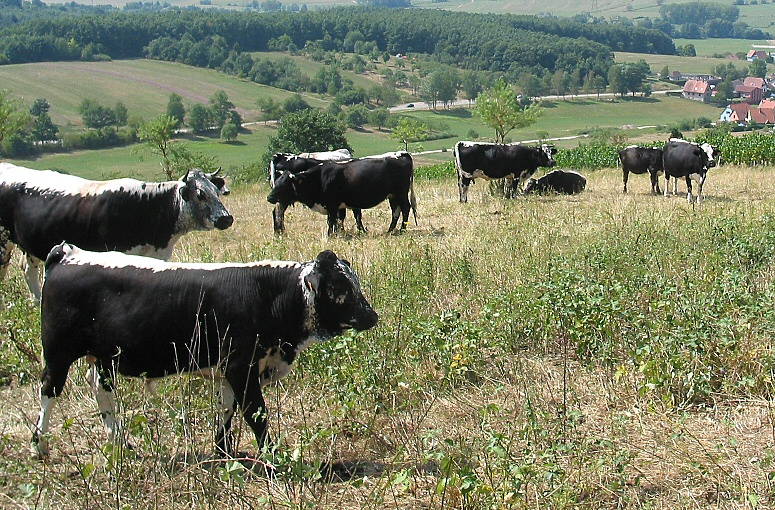
Stádo vogézského skotu